# Atlapetes
Genre
Atlapetes est un genre de passereaux de la famille des Passerellidae.

## Liste d'espèces
D'après la classification de référence (version 14.2, 2024) du Congrès ornithologique international (ordre phylogénique) :
- Atlapetes pileatus – Tohi à calotte rousse
- Atlapetes albinucha – Tohi à calotte blanche
- Atlapetes tibialis – Tohi à cuisses jaunes
- Atlapetes luteoviridis – Tohi jaune-vert
- Atlapetes albofrenatus – Tohi moustachu
- Atlapetes meridae – Tohi du Mérida
- Atlapetes personatus – Tohi des tépuis
- Atlapetes melanocephalus – Tohi des Santa Marta
- Atlapetes semirufus – Tohi demi-roux
- Atlapetes flaviceps – Tohi à tête olive
- Atlapetes fuscoolivaceus – Tohi sombre
- Atlapetes leucopis – Tohi bridé
- Atlapetes albiceps – Tohi à tête blanche
- Atlapetes rufigenis – Tohi rougeaud
- Atlapetes crassus – Tohi à bec fort
- Atlapetes tricolor – Tohi tricolore
- Atlapetes schistaceus – Tohi ardoisé
- Atlapetes taczanowskii – Tohi de Taczanowskii
- Atlapetes pallidinucha – Tohi à nuque claire
- Atlapetes blancae – Tohi de Blanca
- Atlapetes latinuchus – Tohi à miroir
- Atlapetes nigrifrons – Tohi à front noir
- Atlapetes leucopterus – Tohi leucoptère
- Atlapetes pallidiceps – Tohi grisonnant
- Atlapetes seebohmi – Tohi de Seebohm
- Atlapetes nationi – Tohi à ventre roux
- Atlapetes forbesi – Tohi de Forbes
- Atlapetes melanopsis – Tohi à face noire
- Atlapetes terborghi – Tohi de Terborgh
- Atlapetes canigenis – Tohi à joues grises
- Atlapetes melanolaemus – Tohi mélanien
- Atlapetes rufinucha – Tohi à nuque rousse
- Atlapetes fulviceps – Tohi à tête rousse
- Atlapetes citrinellus – Tohi citrin